# Petro Trad
 (mai 2018).
Si vous disposez d'ouvrages ou d'articles de référence ou si vous connaissez des sites web de qualité traitant du thème abordé ici, merci de compléter l'article en donnant les références utiles à sa vérifiabilité et en les liant à la section « Notes et références ».
Petro Trad, né en 1886 et mort en 5 avril 1947, est un homme d'État libanais de confession grecque-orthodoxe.
Il a été président de la République libanaise sous le mandat français du 22 juillet 1942 au 21 septembre 1943, ainsi que Premier ministre du 1er août 1920 au 5 avril 1947.

## Biographie
Trad naît dans une famille grecque-orthodoxe de la haute société beyrouthine. Il est diplômé de droit de l'université de Paris. Il appartient au mouvement de la réforme avec Salim Ali Salam. Il est l'un des six signataires d'une pétition présentée au ministère français des Affaires étrangères en 1913 demandant la fin du système de vilayet, c'est-à-dire de l'administration ottomane de la Grande Syrie (dont fait partie le futur Liban) et de la Palestine. Les signataires appellent à une entité séparée sous administration d'émissaires français. Cette pétition provoque la colère du gouverneur militaire ottoman  Djemal Pacha contre les Libanais en général et les chrétiens en particulier ; il ordonne au conseil de guerre d'Aley de procéder à l'exécution des six signataires. Ceux-ci sont obligés de fuir précipitamment à l'étranger y compris Trad.
Après la Première Guerre mondiale, Trad retourne à Beyrouth comme allié des Français et fonde la ligue des chrétiens qui demande à la Société des Nations un mandat français au Liban et un mandat français en Syrie en transition d'une pleine indépendance.
Trad est élu député de Beyrouth en 1925, servant au Parlement du Liban pendant des décennies. Il est membre de la commission parlementaire qui s'attelle à l'élaboration du traité franco-libanais de 1936. L'administration française soutient sa candidature comme vice-président du parlement. Il est nommé de novembre 1934 à octobre 1935 et d'octobre 1937 à septembre 1939.
Trad est tiraillé entre Émile Eddé, allié inconditionnel des Français, et Béchara el-Khoury, défenseur d'une indépendance immédiate. Dans ses Mémoires, el-Khoury accuse Trad de soutenir Eddé. En fait, Trad était d'avis que les deux étaient incapables de gagner la présidence, ce qui explique qu'il s'est présenté lui-même comme candidat de consensus.
Trad devient donc président par défaut dans une phase intérimaire. En effet, l'administration française le nomme pour préparer l'élection d'un futur président cette fois-ci choisi par les députés libanais. La victoire de Béchara el-Khoury en 1943 lui fait réaliser que ses chances d'être un jour président élu sont nulles. Il meurt à Beyrouth, le 5 avril 1947.